# میکس (فیلم)
میکس فیلمی به کارگردانی داریوش مهرجویی محصول سال ۱۳۷۸ در مورد مشکلات فیلم‌سازی و سینمای ایران است.

## داستان فیلم
چند روز بیشتر به شروع جشنواره نمانده و فیلمی که خسرو ساخته در مرحله صداگذاری دچار مشکل شده، فرسودگی دستگاه‌های فنی، قطع و وصل مدام برق، آماده نبودن موسیقی متن و خستگی عوامل فنی که به‌طور شبانه‌روزی مشغول به کار هستند باعث ایجاد فضایی پرتنش و عصبی‌کننده شده‌است. از سوی دیگر الزام حضور فیلم در جشنواره که شرط لازم برای نمایش عمومی آن در سال آینده است، باعث شده تهیه‌کننده هم لحظه به لحظه فشار بیشتری برای آماده شدن فیلم به خسرو وارد کند، در حالی که هنوز مونتاژ فیلم کامل نشده و حتی چند صحنه‌ای را که در مراحل آخر فیلمبرداری کرده‌اند از لابراتوار به دستشان نرسیده‌است. خسرو تمام انرژی خود را به کار می‌گیرد و با خواهش و تمنا عوامل را تشویق به ادامه کار می‌کند. در حالی که امیدی به آماده شدن فیلم در زمان مقرر نیست. ناصر چشم‌آذر آهنگساز فیلم هم دچار بحران روحی است و از آماده کردن موسیقی متن طفره می‌رود و وقتی خسرو با شگردهای مختلفی او را به استودیوی ضبط موسیقی می‌برد، خستگی نوازندگان مانع از اجرای موسیقی می‌شود و دست آخر چشم آذر یک تنه با سینتی سایزر موسیقی را اجرا می‌کند. در میان هجوم این مصائب که باعث افزایش استرس خسرو شده، گروه سازنده فیلم هم چندان دل به کار نمی‌دهند و بار نگرانی او را با همکاری شان کاهش نمی‌دهند. در میان این همه گرفتاری چند صحنه‌ای از فیلم سانسور می‌شود که نیازمند دستکاری تدوین و حضور مجدد بازیگران برای صدابرداری است. اما لیلا حاتمی و علی مصفا دو بازیگر فیلم با همدیگر قهر کرده‌اند و حاضر به گفتن جمله هایشان نیستند. وقتی محمدرضا شریفی‌نیا آن دو را آشتی می‌دهد و مشکل را حل می‌کند، نوبت امید روحانی است که با حضور بی موقع خود و تقاضای مصاحبه در آن وانفسا خسرو را کلافه تر می‌کند. سرانجام فشار کار خسرو را دچار جنون می‌کند و قصد دارد همه چیز را به هم بریزد اما افراد گروه، او را به یک صندلی می‌بندند و کار را ادامه می‌دهند. روز نمایش فیلم قرار می‌شود نمایش حلقه‌های آماده فیلم شروع شود تا باقی پرده‌ها برسد، اما وقفه‌های بین رسیدن پرده‌ها به سینما حوصله تماشاگران را سر برده و تعدادی از آن‌ها از شدت کلافگی روی سن سالن نمایش کمدی مسخره‌ای را اجرا می‌کنند. بینندگان فیلم از نزدیک با مشکلات ساخت فیلم به‌خصوص مراحل صداگذاری آنالوگ آشنا میشوند و در ضمن چند نفر از صداگذاران و صدابرداران نام آشنای سینما در ابن فیلم حضور دارند.

## بازیگران
- خسرو شکیبایی
- نگار فروزنده
- محمدرضا شریفی‌نیا
- ملیکا شریفی نیا
- لیلا حاتمی
- علی مصفا
- فردوس کاویانی
- گوهر خیراندیش
- مرضیه برومند
- عزت الله انتظامی
- ناصر چشم آذر
- بیتا فرهی

## جوایز فیلم
تندیس برای سیروس تسلیمی در جشن خانه سینما دورهٔ پنجم سال ۱۳۸۰